# اندره بیر ژیوهانسپیتر
اندره بیر ژیوهانسپیتر (انگلیسی: André Bier Gerdau Johannpeter؛ زادهٔ ۱۷, مارس ۱۹۶۳) اهالی کسب‌وکار اهل برزیل است.